# Ісмаїловська сільська рада
Ісмаї́ловська сільська рада (рос. Исмаиловский сельский совет) — муніципальне утворення у складі Дюртюлинського району Башкортостану, Росія. Адміністративний центр — село Ісмаїлово.
Станом на 2002 рік існували Ісмаїловська сільська рада (село Ісмаїлово, присілки Верхньоалькашево, Кучергіч, Нижньоалькашево, Старобалтачево) та Чишминська сільська рада (село Чишма, присілки Зітембяк, Сікалікуль).

## Населення
Населення — 2978 осіб (2019, 3367 у 2010, 3255 у 2002).

## Склад
До складу поселення входять такі населені пункти:
| Населений пункт            | Населення, осіб (2002) | Населення, осіб (2010) |
| -------------------------- | ---------------------- | ---------------------- |
| Верхньоалькашево, присілок | 93                     | 109                    |
| Зітембяк, присілок         | 193                    | 195                    |
| Ісмаїлово, село            | 2006                   | 2081                   |
| Кучергіч, присілок         | 66                     | 67                     |
| Нижньоалькашево, присілок  | 138                    | 145                    |
| Сікалікуль, присілок       | 165                    | 170                    |
| Старобалтачево, присілок   | 141                    | 128                    |
| Чишма, село                | 453                    | 472                    |